# 김지혜 (1978년)
김지혜(1978년 8월 23일 ~ )는 미스코리아 서울 출신이자, 프리랜서 아나운서 및 정당인으로 활동한 적이 있는 대한민국 기업인이다.
신장 174cm, 체중 53kg이며 취미는 골프이고 특기는 수영, 요가, 댄스, 필라테스이다. 2006년 5월부터 2007년 6월까지 KNN 부산방송 아나운서를 지내다가 퇴사 직후 2007년 6월 프리랜서를 선언하였다. 2007년 대통령 선거에 출마한 창조한국당 문국현 후보를 돕기도 했고 창조한국당 부대변인으로 활동한 바 있다.

## 이력

### 주요 경력
- 2001년: 미스코리아 서울 진(眞)
- 2001년: 미스코리아 골든 듀 수상
- 2001년: 미스 아시아 퍼시픽 월드 준결선 진출 및 탤런트상 수상
- 2006년: 부산방송 아나운서 (2006년 5월)
- 2007년: 부산방송 아나운서 퇴사 직후 프리랜서 선언 (2007년 6월)
- 2007년: 창조한국당 문국현 대선 후보 대변인
- 2007년: 창조한국당 상임위원 겸 당무위원
- 2008년: 창조한국당 부대변인(겸직)
- 2010년: 창조한국당 부대변인 겸 대변인 대행(겸직)
- 2012년: 창조한국당 해산 (2012년 4월)
- 2012년: 민주당 당무위원 (2012년 5월)
- 2012년: 민주당 당무위원 직위 사퇴 및 탈당 (2012년 8월)
- 2016년: 더불어민주당 당무위원 (2016년 7월 8일)
- 2016년: 더불어민주당 당무위원 직위 퇴임 및 탈당 (2016년 8월 8일)

### 기타 경력
- 2005년, 2006년 미스코리아 선발대회 진행
- 조선일보 'our asia' 진행
- 부산 국제영화제 개막식, 폐막식 중계 진행
- APEC 1주년 기념행사 진행
- 건교부 주관 국제항공물류 컨퍼런스 진행
- 기타 다수